# Theridion incertissimum
Theridion incertissimum là một loài nhện trong họ Theridiidae.
Loài này thuộc chi Theridion. Theridion incertissimum được Lodovico di Caporiacco miêu tả năm 1954.